# 卢尼亚科
卢尼亚科（義大利語：Lugnacco），是意大利皮埃蒙特大区都靈廣域市瓦尔迪基市镇的一个分区。总面积4平方公里，人口393人，人口密度98.3人/平方公里（2009年）。ISTAT代码为001138。
之前卢尼亚科为独立的市镇，2019年与其他市镇一起合并为新的瓦尔迪基市镇。